# کولبروک (نیوهمپشایر)
کولبروک (به انگلیسی: Colebrook) شهری در ایالت نیوهمپشایر کشور ایالات متحده آمریکا است که جمعیت آن در سرشماری سال ۲۰۱۰ میلادی، ۱٬۳۹۴ نفر بوده‌است.

## نگارخانه

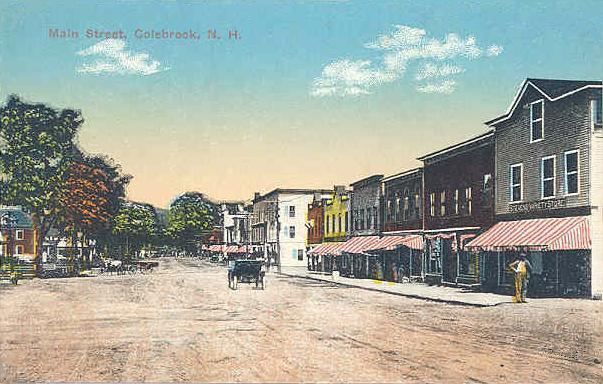
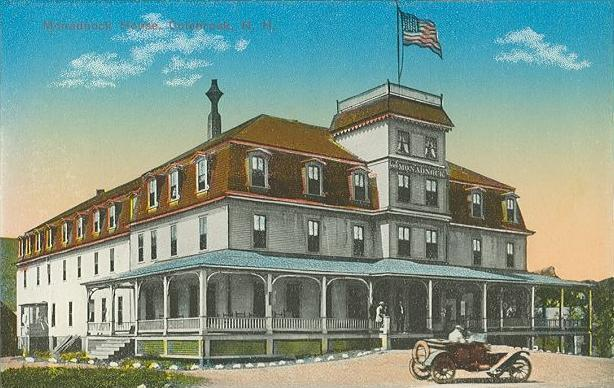
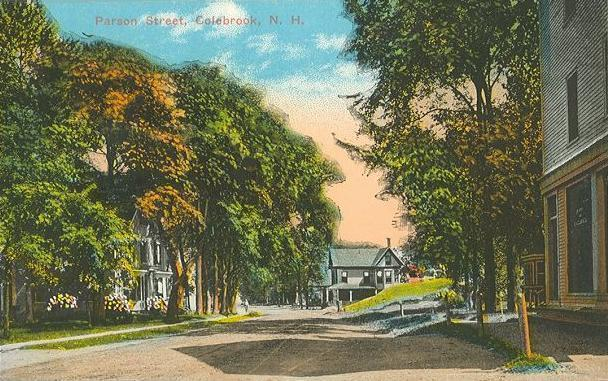
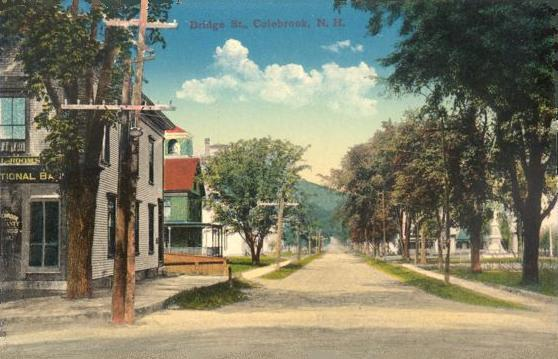